# Libnotes opaca
Libnotes opaca är en tvåvingeart som beskrevs av Mario Bezzi 1916. Libnotes opaca ingår i släktet Libnotes och familjen småharkrankar. Inga underarter finns listade i Catalogue of Life.